# Vladimir Bodiansky
Vladimir Bodiansky (Járkov, 25 de marzo de 1894-París, 10 de diciembre de 1966) fue un ingeniero ruso nacionalizado francés. 

## Trayectoria
Nacido en Járkov (Ucrania), entre 1910 y 1914 estudió ingeniería civil en el Instituto de Carreteras y Puentes de Moscú. Posteriormente trabajó como ingeniero en la construcción de los ferrocarriles del protectorado ruso de Bujará (Uzbekistán). Durante la Primera Guerra Mundial ejerció como piloto de avión. Tras la Revolución de Octubre de 1917 emigró a Francia, donde se unió a la Legión Extranjera, donde también sirvió como piloto. En Francia amplió sus estudios en ingeniería aeronáutica en la École nationale supérieure de l'aéronautique et de l'espace (SUPAERO) en París, donde se tituló en 1920. Se nacionalizó francés en 1929.
En los años 1930 colaboró con varios arquitectos como Jean Prouvé, Marcel Lods y Eugène Beaudouin, como en el barrio de La Muette en Drancy (1931-1934) y la Casa del Pueblo y el mercado cubierto de Clichy (1935-1939).
Entre 1946 y 1952 colaboró con Le Corbusier en la construcción de la Unité d'Habitation de Marsella. También en 1946 colaboró con el arquitecto estadounidense Paul Nelson en el Hospital Americano de Saint-Lô. Al año siguiente participó como ingeniero asesor en la construcción de la Sede de la Organización de las Naciones Unidas en Nueva York.
En 1946 fue el fundador del Atelier des bâtisseurs («taller de los constructores») o ATBAT, activo en Francia y África, donde desarrolló numerosos proyectos. Entre ellos destacó el proyecto ATBAT en Casablanca, Marruecos (1951-1956), formado por los inmuebles Sémiramis y Nids d'abeille, en colaboración con Georges Candilis y Shadrach Woods, basado en la Unité lecorbusieriana de bloques verticales con balcones de brise-soleil y terrazas-jardín, combinados con edificios de menor altura. También colaboró con Michel Écochard en la rehabilitación de bidonvilles (barrios de chabolas) en varios puntos de África. Entre 1950 y 1953 construyó el Hospital de Conakry (Guinea) con Marcel Lods y, en 1951, el ayuntamiento de Agadir (Marruecos) con Marcel Lods y Xavier Arsène-Henry. En 1954 participó en los planes urbanísticos de Acra, en Ghana. Entre 1961 y 1963 construyó el Estadio Olímpico de Phnom Penh en Camboya.
Fue profesor en la École nationale supérieure des beaux-arts de París.